# Wioleta Umławska
Wioleta Zofia Umławska – polska biolog, dr hab. nauk o zdrowiu, adiunkt Katedry Biologii Człowieka Wydziału Nauk Biologicznych Uniwersytetu Wrocławskiego, profesor nadzwyczajny Wydziału Nauk Społecznych w Giżycku Wyższej Szkoły Bezpieczeństwa w Poznaniu.

## Życiorys
24 września 1998 obroniła pracę doktorską Rozwój fizyczny dzieci i młodzieży ze schorzeniami narządu wzroku, 15 stycznia 2013 habilitowała się na podstawie pracy zatytułowanej Antropologiczna ocena stanu rozwoju fizycznego dzieci i młodzieży z niektórymi przewlekłymi schorzeniami układu oddechowego oraz tkanki łącznej. Jest zatrudniona na stanowisku adiunkta w Katedrze Biologii Człowieka na Wydziale Nauk Biologicznych Uniwersytetu Wrocławskiego, oraz profesora nadzwyczajnego na Wydziale Nauk Społecznych w Giżycku Wyższej Szkole Bezpieczeństwa w Poznaniu.